# フランチェスコ・ディ・マルコ・ダティーニ

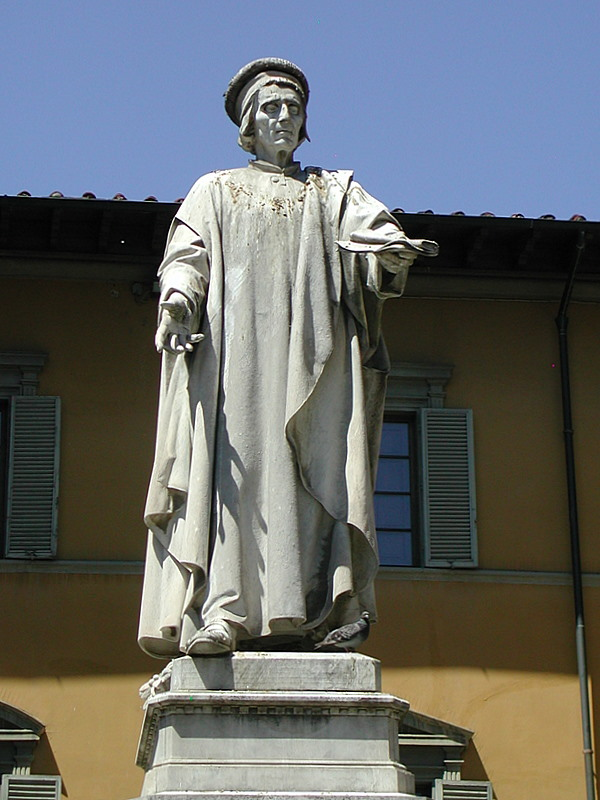
ダティーニの像（イタリア・プラート）

フランチェスコ・ディ・マルコ・ダティーニ（Francesco di Marco Datini 1335年頃 - 1410年8月16日）はイタリア、プラート生まれの商人であり、中世のフィレンツェを中心に財を成した初期の銀行家。

## 人生
1348年に共に黒死病で死亡したマルコ・ディ・ダティーノとモンナ・ヴェルミーニャの一人息子として生を受ける。
両親の死亡後、彼が「母の代理人」呼ぶ人物によって育てられる。手紙に「母へ、愛を込めて」と署名していることから良好な親子関係だったことが窺える 。
フィレンツェで徒弟奉公に出た後、15歳で当時教皇の住まいとなっていたアヴィニョンへ向かう商人の一団に参加する 。武器貿易から始め百年戦争の間ということもあり多大な利益を得る 。徐々にアヴィニョン在住の富裕な枢機卿向けの贅沢品や美術品も扱うようになる。こうして購入された美術作品は初めて宗教目的でなく個人的のために今日されたものの一つであるとされる。
中世のフィレンツェで最大の富豪だったペルッツィ家やアルベルティ家と同様に、武器、奴隷貿易、毛織物、香辛料、葡萄酒、オリーブオイルなど幅広く教皇庁と取引をおこなった。
ダティーニはまだ社会に完全に浸透していなかった複式簿記が事業の利益を適正に把握するために必要不可欠なツールであることを理解していた。ダティーニは、日々の取引を事業別に仕訳帳に記入し、総勘定元帳に転記し、少額の現金については現代の現金出納帳のようなものに記載していた。その他にも現代の商品有高帳相当する在庫台帳や不動産台帳、給料の記録簿に加え、個人的な家計簿にはシーツ、ろうそく、石炭、食品、女中の賃金など事細かに記載していた。そしてすべてを総合的に管理する「秘密の本」に事業の最終的な決算や教会への寄進や貧者への施しなどプライベートな内容を記載した。
またフィリッポ・リッピの聖母戴冠では寄進者の一人として名を残している。
1383年1月10日、ダティーニは40歳を超えてから一時的にプラートに戻り、25歳年下のマーガレッタと結婚した。彼が仕事で出かけているときに交換した手紙は今日に彼の人生に関する多くの情報を残している。この手紙類は、現在プラートのダティーニ古文書館に保管され、重要な当時の商業史料として活用されている。
また12万4549通にも及ぶ商用文書、573冊の帳簿と元帳など、中世では最大となる個人の会計記録を残している。
1400年6月17日頃、黒死病禍を避けて夫妻はボローニャの彼の庶出の娘のところへ移る 。1410年彼はプラートへ戻り、そこで生涯を閉じる 。ダティーニが残した財産は10万フローリン金貨にも及ぶ。